# Ruspolia dubius
Ruspolia dubius är en insektsart som först beskrevs av Ludwig Redtenbacher 1891.  Ruspolia dubius ingår i släktet Ruspolia och familjen vårtbitare. Inga underarter finns listade i Catalogue of Life.